# المريبحة (المضاربة والعارة)

تعديل مصدري - تعديل

المريبحة هي إحدى قرى عزلة المضاربة بمديرية المضاربة والعارة التابعة لمحافظة لحج في اليمن، بلغ تعداد سكانها 87 نسمة حسب تعداد اليمن لعام 2004.